# Ибэнкс, Рэймонд
Рэймонд Энтони Эбанкс, также известный как B.O. Dubb (ранее известный как B.O.W.; род. 2 января 1970 года) ― финский рэпер и певец, наиболее известный как фронтмен хип-хоп группы Bomfunk MC's.

## Биография

### Ранние годы
Эбанкс родился в Лондоне в семье британца ямайского и английского происхождения и финки. В раннем возрасте он переехал со своими родителями в районе Контула в Хельсинки, Финляндия. В начале 1990-х он начал записывать музыку в составе финской хип-хоп группы The Master Brothers [fi], которая часто выступала с диджейскими сетами в клубах. Хотя записи не велись, некоторые из их выступлений были записаны и появились в сети. Примерно в это же время Эбанкс исполнил рэп в песне «Cryin' Out» группы Rama (1994).

### Soup De Loop
В 1995 году Эбанкс объединился с давним продюсером Яакко JS16 Саловаарой и певицей Мари Весалой для создания поп-группы Soup De Loop, и подписал контракт с ныне несуществующим лейблом Blue Bubble Records. Их музыка представляла собой сочетание хауса и хип-хопа в стиле джи-фанк, при этом Весала пела, а Эбанкс исполнял рэп. В 1997 году группа выпустила альбом Brainspotting, а также несколько синглов, включая «Keep On Doing», который стал хитом в Финляндии и вошел в несколько танцевальных сборников того времени. Несмотря на это, группа не имела успеха за пределами Финляндии. Весала покинула группу через некоторое время после выхода альбома, и они распались, вместо того чтобы искать другого вокалиста.

### Bomfunk MC's
После распада группы Soup De Loop, Эбанкс и JS16 объединились с диджеем Исмо Лаппалайненом "DJ Gismo" для создания группы Bomfunk MC's. Группа подписала контракт с Sony Music Finland из-за банкротства Blue Bubble Records. Она быстро стала известна благодаря брейк-дансу в своих видеоклипах и граффити на обложках альбомов, что способствовало их популярности. Несмотря на ассоциации с брейк-дансом, группа также исполняла более медленные хип-хоп песни, а позже композиции в стиле транс. Группа выпустила два альбома с участием DJ Gismo ― In Stereo и Burnin' Sneakers, а также ряд успешных синглов, наиболее заметными из которых являются «Uprocking Beats» и «Freestyler». Последняя стала фирменной песней группы, благодаря которой их помнят по сей день.
Группа оставалась популярной в Финляндии и Европе, но потеряла популярность в других странах, и их последним релизом в Великобритании стал сингл «Super Electric», а альбом Burnin' Sneakers так и не был выпущен в Великобритании из-за низких продаж сингла. Тем не менее, группа записала официальную песню Чемпионата мира 2002 года в Швеции "(Crack It) Something Goin' On", а также песни «Put Your Hands Up» и «We R Atomic» для игры Firebugs для PlayStation, в которой они появились в качестве игровых персонажей. Эти выступления возродили популярность группы в Великобритании, но этого оказалось недостаточно для выпуска альбома. В 2002 году DJ Gismo покинул Bomfunk MC's, чтобы присоединиться к группе Stonedeep. Его сменил дуэт Skillsters, в состав которого входят Рику Пентти (диджей) и Окке Комулайнен (клавишные).
В 2004 году JS16 приняли участие в записи нескольких песен Beats and Styles. Они были ошибочно названы песнями Bomfunk MC, хотя единственное реальное различие заключается в продюсере.
В 2005 году группа подписала контракт с Universal/Polydor и записала альбом Reverse Psychology. Этот альбом сильно отличался от двух предыдущих, поскольку в нем было гораздо больше хип-хопа, в этом отношении больше общего с материалом Soup De Loop. Половина альбома была спродюсирована JS16, а другая половина ― Пентти и Комулайненом. Группа также больше экспериментировала с песнями, вдохновленными трансом, такими как «Hypnotic» и «Turn It Up», и песнями в стиле дэнс-рока, такими как «No Way in Hell» и «Reverse Psychology». В альбоме также присутствовал Кертис Блоу, известный как The Breaks. Несмотря на то, что альбом стал популярным европейским хитом, он стал малоизвестным из-за того, что был выпущен только в Скандинавии, Германии и Восточной Европе. DJ Gismo появился на обложке альбома, хотя и не участвовал в его создании по маркетинговым соображениям.
Спустя некоторое время после выхода альбома группа тихо распалась, а Эбанкс переехал в Бельгию. Было заявлено, что это произошло из-за желания Эбанкса отойти от дел. JS16 продолжает продюсировать музыку.

### После Bomfunk MC's
После распада Bomfunk MC Эбанкс практически исчез из музыкальной индустрии, хотя и был приглашен в качестве гостя на запись нескольких треков.
В 2011 году был выпущен финский рэп-сборник Rappiotaidetta: Suomiräpin vaippaikä, в котором Эбанкс исполняет песню 1990 года под псевдонимом Keijo K под названием «Keijo ei pelaa». Возможно, это единственная выпущенная запись его рэпа на финском языке.
В 2014 году альбом Soup De Loop Brainspotting появился в цифровом доступе по всему миру, после того как в течение многих лет издавался только в Финляндии.

## Дискография

### Soup De Loop

#### Альбомы
- Brainspotting (1997)

#### Синглы
- «Keep On Doing» (1995)
- «Love the Way» (1996)
- «I Gotta Get Away» (1997)
- «What Was Said and Done» (1997)

### Bomfunk MC's

#### Альбомы
- In Stereo
- Burnin' Sneakers
- Reverse Psychology

#### Синглы
- «Uprocking Beats»
- «Freestyler»
- «B-Boys & Flygirls»
- «Sky's the Limit»
- «Rocking Just to Make Ya Move»
- «Other Emcees»
- «Super Electric»
- «Live Your Life»
- «(Crack It!) I Know There's Something Going On»
- «Back to Back»
- «No Way in Hell»
- «Hypnotic»
- «Turn It Up»